# Zduńska Wola (gemeente)
De gemeente Zduńska Wola is een landgemeente in het Poolse woiwodschap Łódź, in powiat Zduńskowolski.
De zetel van de gemeente is in Zduńska Wola.
Op 30 juni 2004 telde de gemeente 11 162 inwoners.

## Oppervlakte gegevens
In 2002 bedroeg de totale oppervlakte van gemeente Zduńska Wola 111,54 km², waarvan:
- agrarisch gebied: 70%
- bossen: 25%

De gemeente beslaat 30,21% van de totale oppervlakte van de powiat.

## Demografie
Stand op 30 juni 2004:
| Omschrijving                   | Totaal | Totaal | Vrouwen | Vrouwen | Mannen | Mannen |
| ------------------------------ | ------ | ------ | ------- | ------- | ------ | ------ |
| eenheid                        | aantal | %      | aantal  | %       | aantal | %      |
| inwoners                       | 11 162 | 100    | 5551    | 49,7    | 5611   | 50,3   |
| bevolkingsdichtheid (inw./km²) | 100,1  | 100,1  | 49,8    | 49,8    | 50,3   | 50,3   |

In 2002 bedroeg het gemiddelde inkomen per inwoner 1140,33 zł.

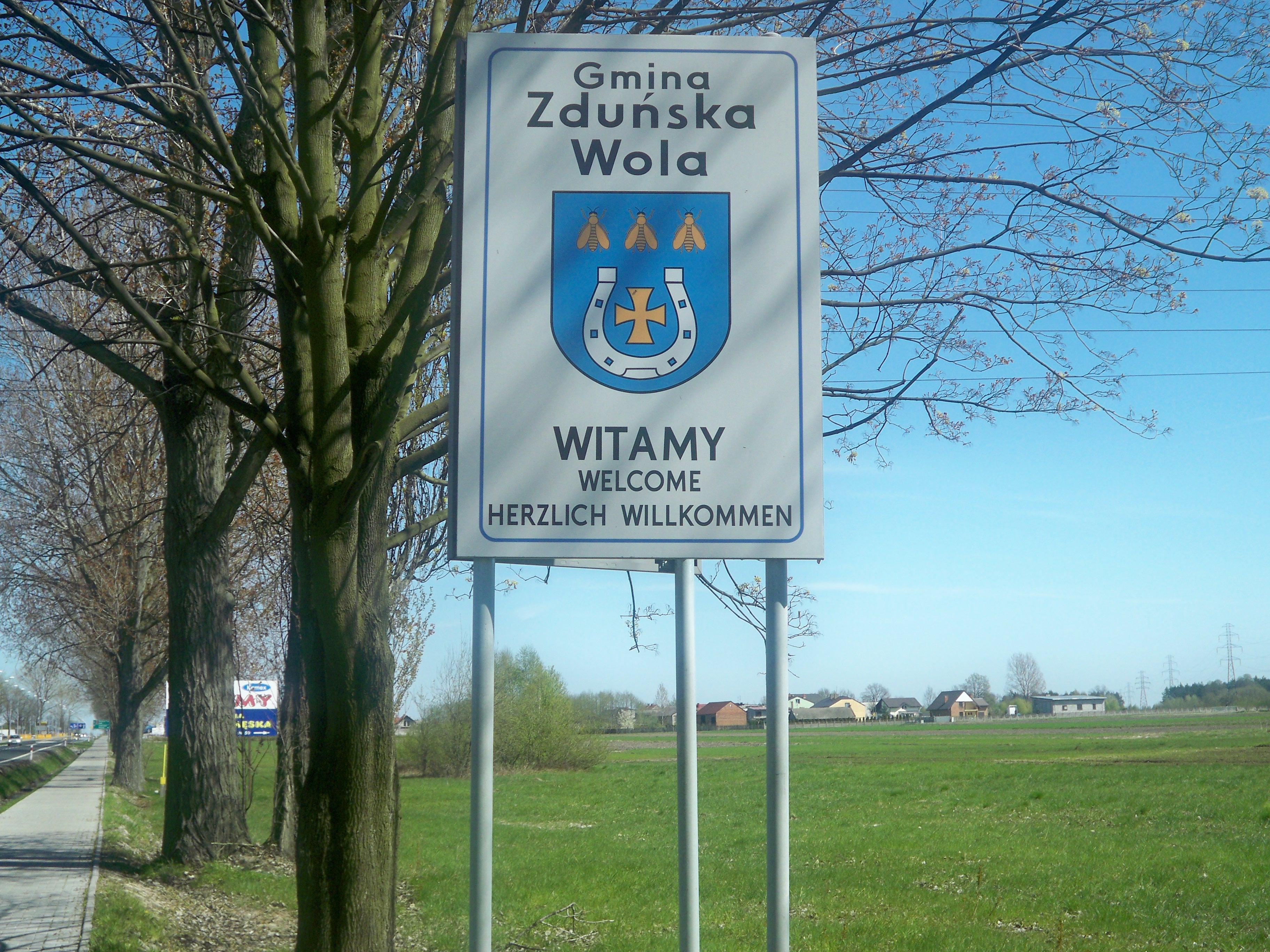

## Administratieve plaatsen (sołectwo)
Annopole, Biały Ług, Czechy, Gajewniki, Gajewniki-Kolonia, Henryków, Izabelów Duży, Janiszewice, Karsznice, Kłady, Korczew, Krobanów, Michałów, Mostki, Nowe Annopole, Ochraniew, Ogrodzisko, Opiesin, Ostrówek, Piaski, Polków, Poręby, Pratków, Stare Rębieskie en Nowe Rębieskie (wspólne sołectwo Rębieskie), Suchoczasy, Tymienice, Wojsławice, Wólka Wojsławska, Wymysłów, Zamłynie, Zborowskie.

## Overige plaatsen
Andrzejów, Beniaminów, Dionizów, Izabelów Mały, Karolew, Kęszyce, Krobanówek, Laskowiec, Maciejów, Rębieskie-Kolonia, Wiktorów.

## Aangrenzende gemeenten
Łask, Sędziejowice, Sieradz, Szadek, Warta, Zapolice
- Virtual International Authority File: 166112312